# Cheney Stadium
El Cheney Stadium es un estadio de la Minor League Baseball, localizado en la ciudad de Tacoma (Washington, Estados Unidos). Es el estadio del Tacoma Rainiers, de la Minor League Baseball. También es el estadio del Tacoma Defiance, de la USL Championship de fútbol masculino y del OL Reign, que juega en la National Women's Soccer League. El estadio fue inaugurado en 1960 y tiene una capacidad de 6 500 espectadores. Está al lado del Henry Foss High School y tiene un acuerdo con la escuela para utilizar el estacionamiento de la escuela para estacionar.

## Historia
El estadio Cheney lleva el nombre de Ben Cheney, un hombre de negocios local que trabajó para llevar la Minor League Baseball en Tacoma y también fue clocado en la dirección del proyecto. El estadio Cheney se construyó en 42 días hábiles después de que los San Francisco Giants se comprometieran a trasladar a su filial Triple-A de Phoenix si la ciudad conseguía abrir el estadio para el comienzo de la temporada de 1960. La construcción incluyó torres de luz y asientos de tribuna de madera del Seals Stadium, en San Francisco. Los asientos de tribuna de madera todavía están en su lugar en la actualidad.
El estadio Cheney ha acogido los partidos de béisbol de la Pacific Coast League continuamente desde 1960, en forma de siete equipos: los Tacoma Giants (1960–1965), Tacoma Cubs (1966–1971), Tacoma Twins (1972–1977), Tacoma Yankees (1978), Tacoma Tugs (1979), Tacoma Tigers (1980–1994), Tacoma Rainiers (1995–presente), Tacoma Defiance (2018–presente) y OL Reign (2019–presente).
Entre los jugadores notables que jugaron en el Cheney Stadium, se encuentran los miembros del Salón de la Fama del Béisbol Juan Marichal, Gaylord Perry, Reggie Jackson y Ken Griffey Jr., así como Tom Kelly, José Canseco, Mark McGwire, Jason Giambi, Félix Rodríguez, Cliff Lee y Álex Rodríguez.
El estadio fue sede de la competencia de béisbol de los Goodwill Games de 1990 y fue sede de la trigésima edición anual de la Triple-A All-Star Game, celebrada el 12 de julio de 2017.

### Renovación del 2011
El 11 de noviembre de 2009, se anunció que la ciudad de Tacoma estaba considerando una renovación del Cheney Stadium por valor de 30 millones de dólares. Los primeros planes de renovación incluyeron una nueva superestructura de tribuna, techo y vestíbulo, así como nuevos puestos de comida, asientos, suites de lujo y un restaurante. La propuesta generó poca controversia entre los contribuyentes. 
El 19 de noviembre de 2009, los Tacoma Rainiers renovaron su contrato de arrendamiento con la Ciudad de Tacoma para seguir jugando en el Cheney Stadium durante 32 años. El acuerdo se basó en la aprobación de la propuesta de renovación. La propuesta, que ahora se dice que tuvo un costo de 28 millones de dólares, fue aprobada el 25 de noviembre de 2009. La aprobación significa que los Rainiers continuarán jugando en Tacoma hasta al menos 2041, y las renovaciones se completaron antes de la temporada 2011. Las renovaciones incluyeron reparaciones básicas, 16 suites de lujo, un "área de juegos" para niños, más baños y puestos de comida, y un nuevo restaurante.

## Fútbol
El equipo de reserva de los Seattle Sounders de la Major League Soccer, conocido en ese momento como Seattle Sounders 2, se mudó al estadio Cheney en 2018. El equipo cambió su nombre a Tacoma Defiance en 2019, pero mantuvo la afiliación de Sounders. El club planea construir su propio estadio específico de fútbol en un estacionamiento cercano, con la ayuda de Rainiers, y tiene como objetivo abrir un nuevo terreno en 2021. El Reign FC de la National Women's Soccer League anunció su traslado al Estadio Cheney en 2019, y se unirá al Defiance en el nuevo estadio. Se necesita menos de un día para convertir el estadio entre béisbol y fútbol eliminando el montículo de lanzadores y cubriendo el infield con césped.